# Vladimir Cauchemar
Pour les articles homonymes, voir Cauchemar (homonymie).
Cet article possède un paronyme, voir Vladimir Cosma.
Vladimir Cauchemar, souvent stylisé ВЛАДИМИР КОШМAР, de son vrai nom Guillaume Brière, est un disc jockey, compositeur, beatmaker, producteur français de musique électronique, originaire de Reims. Aussi membre des groupes The Film et The Shoes,,,, il se fait connaître avec son premier single Aulos sur le label Ed Banger de Busy P. Il se produit en public en portant un masque de tête de mort depuis sa première apparition en 2018.
Le nom Vladimir Cauchemar est un détournement de Vladimir Cosma, célèbre compositeur franco-roumain de musique de film français.

## Biographie
Vladimir Cauchemar est un producteur français de musique électronique, anciennement signé chez Ed Banger, le label de Busy P, désormais signé chez Lokomotiv Sound, sous licence de Virgin Music France.
Son ancien label Ed Banger Records le représente comme un musicien qui aurait perdu un concours face au dieu Apollon et prendrait sa revanche 2 500 ans plus tard,.
En 2017, il produit certains titres de l'album Jeannine de Lomepal. Il sort son premier single Aulos qui connaît un succès. En 2018, il sort une nouvelle version, Aulos Reloaded en featuring avec le rappeur américain 6ix9ine. En 2019, il a produit certains titres de l'album Chocolat de Roméo Elvis. Il sort deux titres (G)rave et Élévation, une collaboration avec le rappeur français Vald,. Il sort Shining, une collaboration avec Lazy Flow et Owen River. Ce single devient populaire grâce à la campagne de publicité d'Instagram. Il sort La Famille Adam en featuring avec les rappeurs belges Caballero et JeanJass.

## Discographie

### Singles

#### Singles classés
| Titre                      | Année | Meilleure position | Certifications | Album              |
| Titre                      | Année | FRA                | Certifications | Album              |
| -------------------------- | ----- | ------------------ | -------------- | ------------------ |
| Aulos                      | 2017  | 141                | - France : Or  | Singles hors album |
| Élévation (featuring Vald) | 2019  | 64                 | - France : Or  | Brrr               |

#### Singles non classés
- 2018 : Aulos Reloaded (featuring 6ix9ine)[16]
- 2019 : (G)rave
- 2019 : Shining (avec Lazy Flow featuring Owen River)
- 2019 : La Famille Adam (featuring Caballero et JeanJass)
- 2020 : Elévation (Basstrick Remix) (featuring Vald et Basstrick)
- 2020 : Born Winner (featuring JP the wavy)
- 2020 : Regarde (featuring Hiyadam)
- 2020 : Dancer (featuring Alyona Alyona)[17]
- 2021 : Les professeurs (featuring Seth Gueko et Freeze Corleone)
- 2021 : Brrr (avec ASDEK featuring Laylow et Rim'K)
- 2021 : Blizzard (featuring Benjamin Epps)
- 2022 : Baby Flute
- 2022 : Anthropology
- 2023 : Snow is Falling (featuring Clare Maguire)[18]
- 2023 : GOD (avec Shlømo featuring Lex)
- 2023 : Extendo  (avec SCH et Unknown T)
- 2023 : Anthropology 2, the final
- 2024 : Zoo (Rave Edit) (avec Kaaris et Airod)
- 2024 : Hunter (avec Ganja White Night et Todiefor)

### Collaborations
- 2019 : Impec (Lorenzo feat. Vladimir Cauchemar, Tommy Cash) (sur l'album Sex in the City)
- 2019 : La chanson de Delphine (Clara Luciani feat. Vladimir Cauchemar) (sur l’album Sainte-Victoire (Super-édition))
- 2019 : Je mets le way (Jul feat. Vladimir Cauchemar) (sur l’album C’est pas des LOL)
- 2020 : Ta vie (Michel feat. Vladimir Cauchemar) (sur la mixtape Le vrai Michel 2)
- 2020 : Dracula (Lacrim feat. Sfera Ebbasta & Vladimir Cauchemar) (sur la mixtape R.I.P.R.O Volume IV)
- 2022 : RIP (Apashe X Vladimir Cauchemar) (Single)
- 2022 : L'hymne du pogo (Soso Maness feat. Vladimir Cauchemar) (Single)
- 2023 : Water (Asdek feat. Vladimir Cauchemar) (Single)

### Remixes
- 2018 : The Magician - Las Vegas (Vladimir Cauchemar Remix)
- 2018 : Orelsan vs. Cardi B - Basik Yellow (Vladimir Cauchemar Remix)
- 2018 : Andy C - Valley of the Shadows (Vladimir Cauchemar Edit)
- 2018 : Kanye West et Lil Pump - I Love It (Vladimir Cauchemar Remix)
- 2018 : Mura Musa et Octavian - Move Me (Vladimir Cauchemar Edit)
- 2019 : Lil Pump et Lil Wayne - Be Like Me (Vladimir Cauchemar Remix)
- 2022 : Kungs - Clap Your Hands (Vladimir Cauchemar Remix)
- 2023 : Jengi - Bel Mercy (Vladimir Cauchemar Remix)
- 2023 : Klaus Nomi - The Cold Song (Vladimir Cauchemar Remix)

### Productions
- 2017 : Lomepal - 70 (sur l’album Flip)
- 2017 : Orelsan - Paradis et Quand est-ce que ça s'arrête ?(sur l'album La fête est finie)
- 2018 : Georgio - Ca bouge pas et Haute couture(sur l’album XX5)
- 2018 : Lomepal - Plus de larmes, 1000°C feat. Roméo Elvis et Trop beau(sur l'album Jeannine)
- 2019 : Roméo Elvis - Cœur des hommes, La Belgique Afrique, Malade, Soleil, T'es bonne, Perdu feat. Damon Albarn et Parano feat. M (sur l'album Chocolat)
- 2019 : Lomepal - Yusuf (sur la réédition de l’album Jeannine, Amina)
- 2020 : Gambi - Macintosh (sur l'album La vie est belle)
- 2020 : Roshi - Champions (sur l'album Attaque II)
- 2021 : Eddy de Pretto - Val de Larmes (sur l’album À tous les bâtards)
- 2021 : Luv Resval - Katon (¥ Saison 2 - Episode 4)
- 2022 : Chilla - Cauchemars (sur l'album EGO)
- 2022 : Lorenzo feat Jean Dujardin (sur l'album Légende Vivante)